# Chiesa della Madonna della Catena (Alcamo)
La chiesa della Madonna della Catena (o chiesa di Santa Maria della Catena) è una chiesa cattolica che si trova ad Alcamo, in provincia di Trapani.

## Storia
La chiesa della Madonna della Catena venne eretta originariamente ad una distanza di circa mille passi dalle mura orientali della città di Alcamo. Sebbene non si conosca la data esatta in cui venne costruita, si sa dagli atti del notaio Pier Antonio Balduccio IV che essa esisteva già nel 1545.
Il 19 giugno 1619 venne aggregata alla chiesa della Santissima Trinità, da poco elevata al titolo di parrocchia dal vescovo di Mazara in occasione della sua visita pastorale.
Nel 1633 venne fondata all'interno della chiesa la congregazione di Santa Maria della Catena (successivamente scomparsa), alla quale appartenevano macellai. A causa della lontananza di questa chiesa dalla città ed al cammino disagiato soprattutto nei mesi invernali, gli appartenenti a tale congregazione decisero di riedificare la chiesa a proprie spese in una posizione più vicina all'abitato.
A questo scopo, nel 1661 comprarono dal monastero di Santa Chiara le case con tetto a volte denominate "case della Macina", che erano situate di fronte alle mura dalla parte sud-est della città e sotto il loro patrocinio vi fondarono la nuova chiesa di Santa Maria della Catena.
Nello stesso anno fu chiesto al vescovo di poter trasportare l'antica immagine della Madonna nella nuova chiesa, ma il trasporto fu bloccato dal parroco beneficiale dell'antica chiesa, il quale impose in cambio che la gestione della nuova chiesa fosse affidata alla parrocchia dei Santi Apostoli Paolo e Bartolomeo anziché alla parrocchia della Santissima Trinità. Dopo avere raggiunto l'accordo, la sacra immagine fu trasportata il 26 giugno del 1661.
All'interno della chiesa nel 1922 venne fondata, dal sacerdote Ignazio Corrao, la congregazione femminile di Maria Santissima della Catena.

## Descrizione e opere

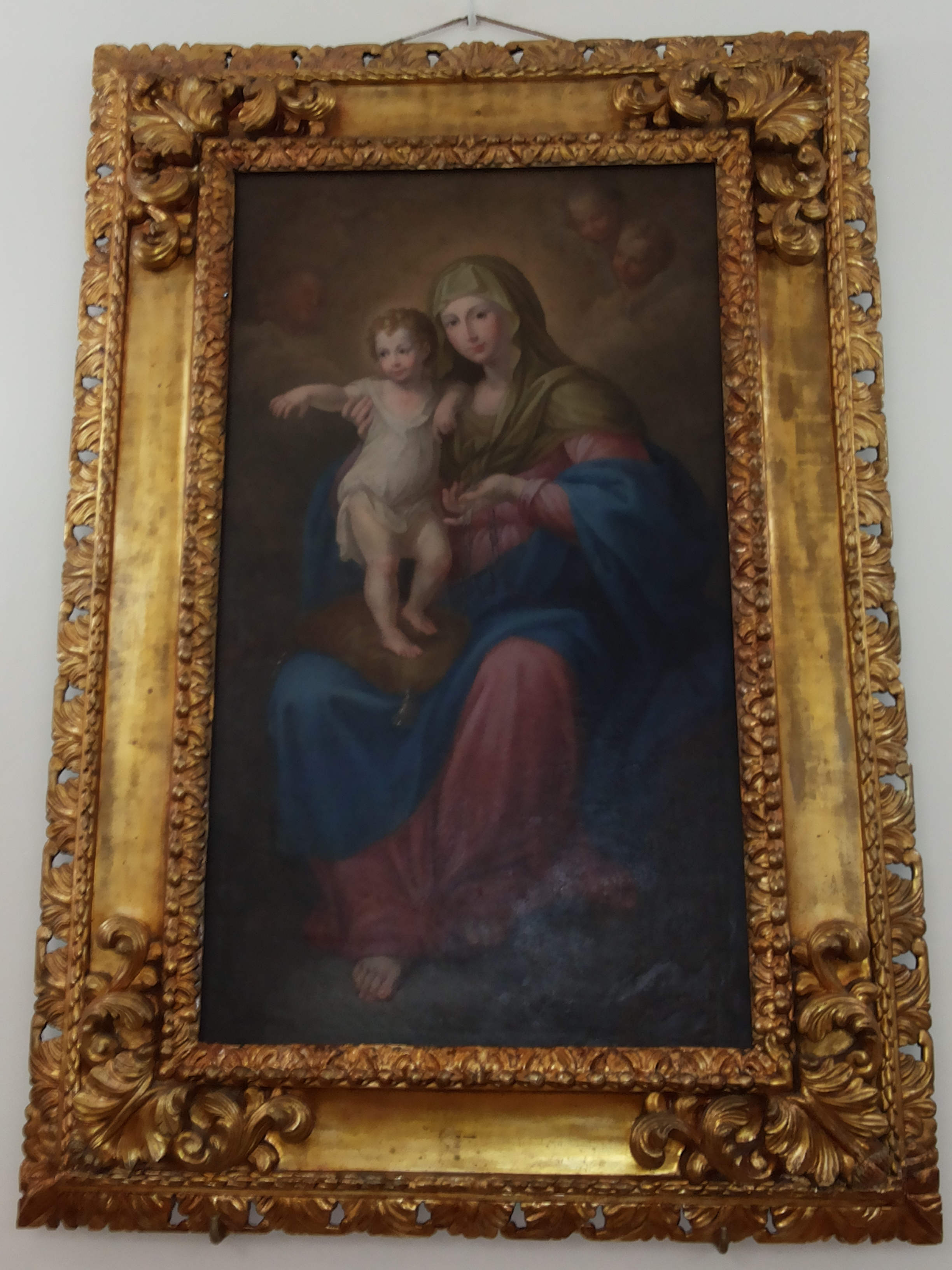
Dipinto della Madonna della Catena, opera di Giuseppe Renda (1799).

All'interno della chiesa si trova un dipinto del 1799 opera del pittore alcamese Giuseppe Renda, che rappresenta la Madonna della Catena. Tale dipinto è montato su una cornice che risale alla fine del 1600 e fu restaurato nel 2009 su finanziamento del Rotary Club di Alcamo.